# Cmqmartina
Cmqmartina, pseudonimo di Martina Sironi (Monza, 21 aprile 1999), è una cantautrice italiana.

## Biografia
Nata a Monza, ha esordito nel maggio 2019 con il singolo Lasciami andare!, che ha ottenuto un crescente successo nell'ambiente dei club e della musica indipendente, entrando in rotazione radiofonica dal mese di ottobre. Nel corso del 2019 pubblica altri due singoli, Lago blu e Carne per cani, e intraprende la sua prima tournée tra i mesi di novembre e dicembre, il Lasciami andare tour, che anticipa e promuove la pubblicazione dell'album d'esordio, Disco, avvenuta il 28 febbraio 2020.
Nel 2020 prende parte alla quattordicesima edizione di X Factor, dove presenta i due nuovi singoli Serpente e Sparami, entrambi classificatisi nella hit parade nazionale, e si classifica al sesto posto, venendo eliminata durante la quinta puntata senza poter accedere alla semifinale.
L'anno seguente pubblica Disco 2, il suo secondo album in studio, per mezzo del gruppo italiano della Sony Music, che è promosso da una tournée con tappe in Finlandia, Italia e Svizzera. Nel mese di agosto si aggiudica il Premio Giovani MEI.
Il 17 giugno 2022 pubblica il suo terzo album Vergogna, anticipato dai singoli 123 medicine e Ambigua.

## Discografia

### Album in studio
- 2020 – Disco
- 2021 – Disco 2
- 2022 – Vergogna
- 2025 – Brianzola Issues

### Singoli
Come artista principale
- 2019 – Lasciami andare!
- 2019 – Lago blu
- 2019 – Carne per cani
- 2020 – L'esatto momento
- 2020 – Dio, come ti amo
- 2020 – Serpente
- 2020 – Sparami
- 2021 – Se mi pieghi non mi spezzi
- 2021 – Pensieri sbagliati
- 2022 – 123 medicine
- 2022 – Ambigua
- 2023 – Mi ami davvero?
- 2024 – Kids Never Sleep
- 2024 – Allucinazione
- 2025 – Vinted
- 2025 – Vuoi soltanto una hit

Come artista ospite
- 2019 – Crepe (Apice feat. Cmqmartina)
- 2022 – Come ci pare (Svegliaginevra feat. Cmqmartina)
- 2022 – Tintarella di luna cover (DJ Matrix, Cmqmartina e Harry Gose)
- 2025 – Sergente (con Eva Bloo)

### Collaborazioni
- 2021 – Lo Stato Sociale feat. Cmqmartina – L'amore è una droga (da Lodo)
- 2021 – Vipra feat. Cmqmartina e Populous – Tagadà (da Simpatico, solare, in cerca di amicizie)
- 2022 – Ceri feat. Cmqmartina – Senticomespinge (da Waxtape: IV movimento)
- 2022 – Francesco De Leo feat. Cmqmartina – Top Model (da Swarovski)
- 2022 – Myss Keta feat. Cmqmartina – Prosciutto prosciutto (da Club Topperia)
- 2022 – Marquis feat. Cmqmartina – Giuda (da Il pasto nudo)
- 2024 – DJ Matrix feat. Cmqmartina – Techno Natale (da Musica da Après-Ski)

## Tournée
- 2022 – Cool Tour
- 2025 – Cmq Tour

## Riconoscimenti
- Premio MEI
  - Premio giovani MEI 2021[14]